# Arauquita (Venezuela)
Pour les articles homonymes, voir Arauquita.
Arauquita est la capitale de la paroisse civile de Simón Rodríguez de la municipalité de Rojas dans l'État de Barinas au Venezuela.